# Eudonia thomealis
Eudonia thomealis là một loài bướm đêm trong họ Crambidae.